# Phyllium elegans
Phyllium elegans is een insect uit de orde Phasmatodea en de familie Phylliidae. De wetenschappelijke naam van deze soort is voor het eerst geldig gepubliceerd in 1991 door Groesser.
Deze wandelende bladerensoort komt voor in Nieuw-Guinea.